# Phanerotomella bicolorata
Phanerotomella bicolorata är en stekelart som beskrevs av He och Chen 1995. Phanerotomella bicolorata ingår i släktet Phanerotomella och familjen bracksteklar. Inga underarter finns listade i Catalogue of Life.